# Manitoba D'abord
Manitoba D'abord (en anglais : Manitoba First), anciennement le Parti manitobain, est un ancien parti politique provincial au Manitoba.
Il s'est enregistré le 24 mars 2016. Steven Fletcher fut le seul député du parti à l'Assemblée législative du Manitoba en 2018 et 2019.
Il ne semble pas être affilié au précédent Parti manitobain, qui a nommé des candidats aux élections provinciales de 1999.